# Лемноски език
Лемноският език е език, говорен през VI век пр.н.е. на о. Лемнос в Бяло море. Известен е от два запазени дълги надписа – текст от надгробна плоча, известна като Лемноската стела, открита през 1885 година и в надписа от Ефестия, открит в 2009 година, както и от надписи върху керамични фрагменти. През втората половина на века островът е завладян от Атина и лемноският е изместен от атическия гръцки.

## Класификация
Предполагаемото родство между лемноския, етруския и ретския език в тирсенското семейство езици се основава върху граматически и лексикални прилики. Например
- в лемноски и в етруски има два дателни падежа: тип I *-si и тип II *-ale, засвидетелствани в текста на Лемноската стела (Hulaie-ši „за Хулайе“, Φukiasi-ale „за фокееца“) и в етруски надписи (aule-si, „за Ауле“ и mi mulu Laris-ale Velχaina-si, „благословен бях за Ларис Велхайна“).
- Генитив за мъжки род завършва на *-s, а миналото време на *-a-i (етруски <-e> в ame „бях“ (< *amai); лемноски <-ai> в šivai „живях“).

## Писменост
Надписите използват азбука, сходна с тази на етруския и на по-старите фригийски надписи, възхождаща към евбейската писменост (западногръцка азбука, малоазиатски азбуки), която е от западносемитски произход и е използвана от различни народи от около 8 век.

## Лемноска стела
Стелата е открита зазидана в стена от църква в Каминия и сега се намира в Националния археологически музей в Атина. Датира се към 6 в пр.н.е., понеже през 510 г. пр.н.е. атинянинът Милтиад завладява острова и го елинизира. На стелата има барелеф на мъж с шлем и надпис на азбука, близка до халкидската гръцка азбука. Текстът, бустрофедон, е транскрибиран на латиница, но не е могъл да бъде разчетен преди да се направи сериозно сравнително изследване, базирано на сравнение с етруски език, комбинирано с пробив в разчитането на самия етруски.
Надписът се състои от 198 знака, оформящи 33 – 40 думи, като думите се разделят с точки. Текстът се състои от 3 части: две отвесни и една водоравна. Разбираем е изразът avis sialchvis („на 60 години“, B.3), напомнящ за етруското avils maχs śealχisc („и на 65 години“).
Транскрипция на текста:
отпред:
A.1. hulaieš:naφuθ:šiaši
A.2. maraš:mav
A.3. sialχveiš:aviš
A.4. evisθu:šerunaiθ
A.5. šivai
A.6. aker:tavaršiu
A.7. vanalasial:šerunai:murinaic
отстрани:
B.1. hulaieši:φukiasiale:šerunaiθ:evisθu:tuveruna
B.2. rum:haraliu:šivai:eptešiu:arai:tiš:φuke
B.3. šivai:aviš:sialχviš:marašm:aviš:aumai

## Надпис от Ефестия
Нов лемноски надпис е открит при разкопки в Ефестия през 2009 година. Надписът се състои от 26 букви в бустрофедон.
Транскрипция:
горен ред (от ляво надясно):
hktaonosi:heloke
долен ред (от ляво надясно):
soromš:aslaš